# Tasco
Tasco è un comune della Colombia facente parte del dipartimento di Boyacá.
Il centro abitato venne fondato nel 1577.

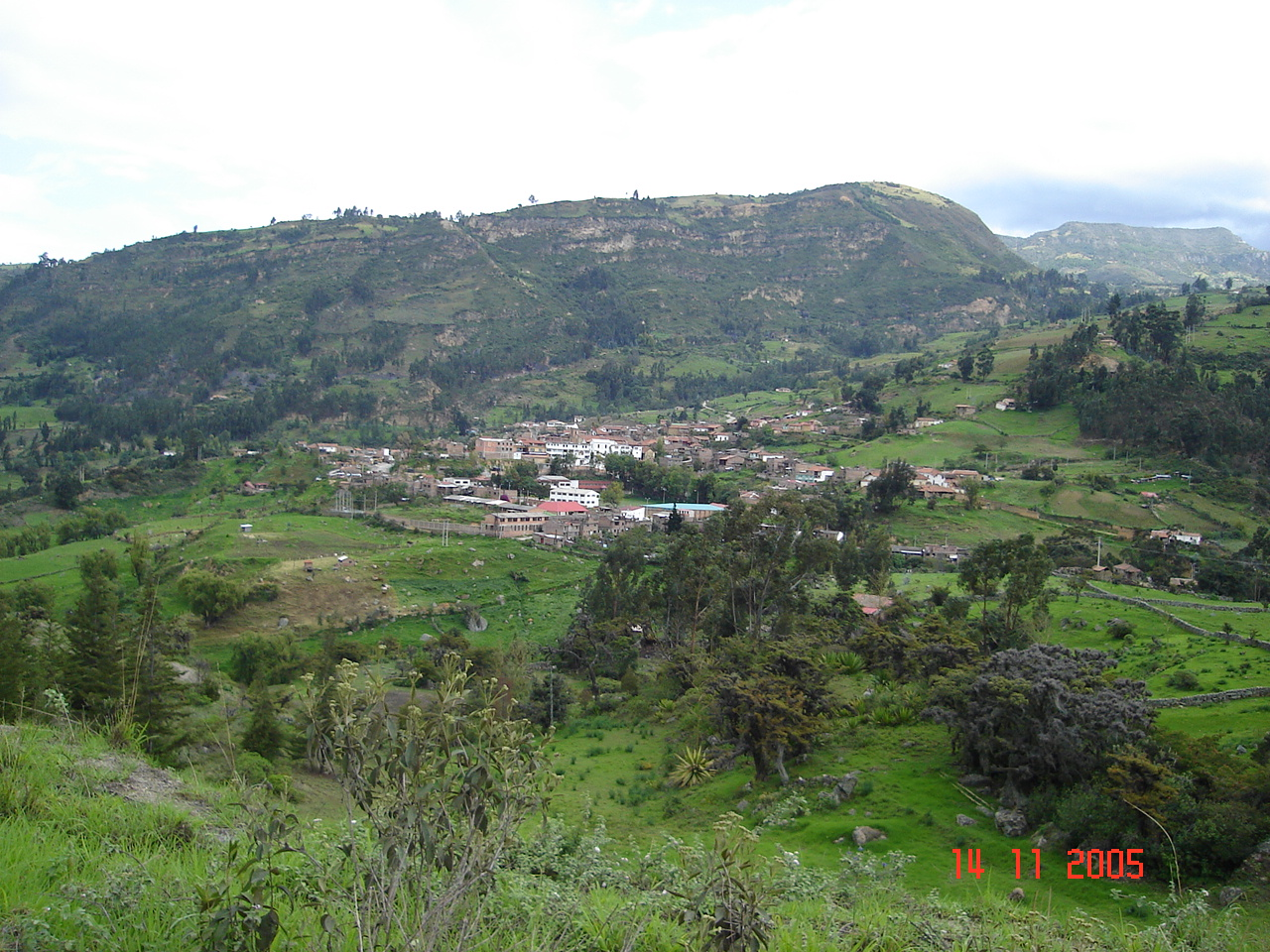
Panoramica dell'abitato di Tasco